# Сидни Хеч
Сидни Херберт Хеч (енгл. Sidney Herbert Hatch; Ривер Форест, Илиноис, 18. август 1883 — Мејвуд, Илиноис, 17. октобар 1966) је био амерички атлетичар, чија је специјалност била трчање маратона.
Као такмичар САД учествовао је на Летњим олимпијским играма 1904. одржаним у Сент Луису. Такмичио се у две дисциплине: маратону и у екипној трци на 4. миље.
У маратону је заузео 8 место са непознатим резултатом, док је у трчању на 4 миље био 10, а његова екипа је заузела друго место и освојила сребрну медаљу. У екипи су поред њега били и Џим Лајтбоди, Вилијам Вернер, Лејси Херн, Алберт Кореј. Пошто је МОК у овој трци Алберта Кореја прогласио Французом, освојена медаља је приписана Мешовитом тиму, док је медаљу коју је Кореј освојио у маратонској трци МОК приписао америчкој екипи.
Сидни Хеч је учествовао и на Олимпијским играма 1908. у Лондону и заузео 14 место.
У периоду од 1904. до 1922. Хеч је учествовао на 45 маратонских тка. Победио је неколико пута, а најзначајнија му је победа на маратону у Чикагу 1909. године.